# Danny Graham
Daniel Anthony William Graham, detto Danny (Gateshead, 14 agosto 1985), è un ex calciatore inglese, di ruolo attaccante, ritirato nel febbraio 2021.

## Carriera

### Gli inizi
Graham ha iniziato la sua carriera al Chester-le-Street Town, nella Northern Premier League. Nel 2003 passa al Middlesbrough con un trasferimento definitivo. Ha segnato 21 gol in 20 partite nelle giovanili, ottenendo la sua prima convocazione nella prima squadra nel marzo 2003. Nella stagione 2004-05 ha trascorso un periodo in prestito al Darlington, dove ha fatto nove presenze in campionato, segnando due gol. La stagione successiva è stato ceduto in prestito al Derby County e al Leeds Utd, anche se non segnò neanche un gol in campionato per entrambi i club. Ha segnato due gol per il Middlesbrough nella stagione 2004/05 contro il Coventry City e il Charlton Athletic nella Carling Cup. Nel luglio del 2006, il Middlesbrough ha confermato che la loro società era disposta a lasciar andare definitivamente Danny. Graham successivamente andò in prestito al Blackpool, all'inizio della stagione 2006/07, segnando per una volta in campionato contro il Bristol City.

### Carlisle United
Graham poi fu dato in prestito al Carlisle United fino all'inizio di febbraio 2007. Egli tornò al Middlesbrough dopo 2 partite a causa di un infortunio alla gamba ma tornò a Brunton Park dopo un recupero dall'infortunio di tre mesi. Dopo l'ultima partita a Carlisle contro il Bristol City, segnando l'unico gol per i suoi nella sconfitta per 3-1, egli tornò a Middlesbrough dopo aver siglato 7 gol in 11 partite ma fu venduto a titolo definitivo al Carlisle il 10 maggio 2007. Graham ha iniziato la stagione 2007-2008 in buona forma ed è stato capocannoniere della Football League One da agosto fino a ottobre, segnando un gol anche contro la sua ex-squadra: il Leeds United. Tuttavia, dopo questo gol, Graham non ha segnato più fino al 2 febbraio 2008. Ha festeggiato la sua centesima partita della carriera nel match tra Carlisle United e Nottingham Forest al City Ground il 3 marzo 2008 segnando il gol partita.
Graham ha iniziato anche la stagione 2008-09 con tanti gol: 13 gol tra agosto e dicembre. Alcune squadre, viste le ottime prestazioni di inizio campionato, (tra cui il Preston North End e l'Huddersfield Town) hanno offerto al giocatore circa £ 250,000 per il trasferimento, ma il giocatore non ha considerato queste offerte. Dopo vari tentativi falliti dal Carlisle di rinnovare il contratto di Graham, quest'ultimo si è unito al Watford F.C. a parametro zero il 2 luglio 2009. Un tribunale ha deciso che dopo il Watford dovrebbe pagare £ 200.000 a titolo di risarcimento al Carlisle che potrebbe salire anche a 500.000 sterline.

### Watford
Dopo aver segnato vari gol nel pre-season, Danny Graham ha ottenuto nel suo debutto a Vicarage Road un 1-1 col Doncaster Rovers. Il 5 aprile 2010, Graham segna il gol del pareggio con il West Bromwich Albion da 25 metri.
Nel 2010-2011 segna 24 gol.

### Swansea
Il 7 giugno 2011 firma un quadriennale con il neopromosso Swansea City: il costo del trasferimento è di 3.5 milioni di sterline.
Segna il suo primo gol coi cigni nell'amichevole contro gli spagnoli del Betis al Liberty Stadium il 6 agosto 2011. Il 2 ottobre segna il primo gol ufficiale nella vittoria 2-0 contro lo Stoke City, dando inizio ad una serie di 4 gol in altrettante partite: le successive marcature sono realizzate contro il Norwich City (nonostante la sconfitta 3-1 per lo Swansea), i Wolverhampton Wanderers (2-2) e Bolton Wanderers (vittoria 3-1, dopo aver segnato un autogol in precedenza).
Segna altri due gol nel mese di dicembre, contro Fulham, decisivo al novantesimo dopo essere subentrato dalla panchina, e QPR. Nei primi mesi del 2012 segna altre due marcature, che sono decisive per le vittorie contro Arsenal e WBA. Dopo l'inutile doppietta nella sconfitta 3-2 contro il Norwich, torna ad essere decisivo, segnando il quarto gol dei cigni nel 4-4 col Wolverhampton e il suo dodicesimo ed ultimo gol negli ultimi minuti del match finale di campionato contro il Liverpool, che vale allo Swansea l'undicesimo posto finale in Premier League.
Inizia la successiva stagione 2012-13 segnando contro il West Ham nel primo match casalingo dell'anno, ma viene presto relegato in panchina dall'esplosione, dal punto di vista realizzativo, del nuovo compagno di squadra Michu: trova nuovamente spazio solo a fine dicembre, quando lo spagnolo è infortunato, segnando il primo gol dopo 4 mesi, nella vittoria 2-1 contro il Fulham.
Graham segna anche nelle successive 3 gare, fra le quali la semifinale di andata di League Cup a Londra sul campo del Chelsea, nella quale segna nel finale il gol dello 0-2 per i cigni. Nonostante il buon rendimento, vede i propri minuti di impiego calare, in quanto l'allenatore dello Swansea Michael Laudrup continua a preferirgli Michu come attaccante unico.
In seguito a ciò, Graham, fa esplicita richiesta di trasferimento al club gallese.

### Sunderland
Il 31 gennaio 2013 firma col Sunderland che lo paga circa 5 milioni di sterline e gli dà la maglia numero 9. Esordisce il 2 febbraio nella gara persa 2-1 in casa del Reading, entrando al 79º minuto al posto di Stéphane Sessègnon.
A fine stagione, dopo aver collezionato 13 presenze senza peraltro andare a rete, viene ceduto in prestito prima all'Hull City e in seguito al Middlesbrough.

### Wolverhampton
Il 14 novembre 2014 viene annunciato il suo passaggio in prestito fino al 31 dicembre 2014 al Wolverhampton.

## Statistiche

### Presenze e reti nei club
Statistiche aggiornate al 23 novembre 2020.
| Stagione            | Squadra             | Campionato          | Campionato | Campionato | Coppe nazionali | Coppe nazionali | Coppe nazionali | Coppe continentali | Coppe continentali | Coppe continentali | Altre coppe | Altre coppe | Altre coppe | Totale | Totale |
| Stagione            | Squadra             | Comp                | Pres       | Reti       | Comp            | Pres            | Reti            | Comp               | Pres               | Reti               | Comp        | Pres        | Reti        | Pres   | Reti   |
| ------------------- | ------------------- | ------------------- | ---------- | ---------- | --------------- | --------------- | --------------- | ------------------ | ------------------ | ------------------ | ----------- | ----------- | ----------- | ------ | ------ |
| gen.-giu. 2007      | Carlisle Utd        | FL1                 | 11         | 7          | FACup+CdL       | -               | -               | -                  | -                  | -                  | FLT         | -           | -           | 11     | 7      |
| 2007-2008           | Carlisle Utd        | FL1                 | 47         | 15         | FACup+CdL       | 2+2             | 0+1             | -                  | -                  | -                  | FLT         | 2           | 1           | 53     | 17     |
| 2008-2009           | Carlisle Utd        | FL1                 | 44         | 15         | FACup+CdL       | 3+1             | 1+0             | -                  | -                  | -                  | FLT         | 1           | 0           | 49     | 16     |
| Totale Carlisle Utd | Totale Carlisle Utd | Totale Carlisle Utd | 102        | 37         |                 | 8               | 2               |                    | -                  | -                  |             | 3           | 1           | 113    | 40     |
| 2009-2010           | Watford             | FLC                 | 46         | 14         | FACup+CdL       | 1+2             | 0               | -                  | -                  | -                  | -           | -           | -           | 49     | 14     |
| 2010-2011           | Watford             | FLC                 | 45         | 24         | FACup+CdL       | 2+2             | 1+2             | -                  | -                  | -                  | -           | -           | -           | 49     | 27     |
| Totale Watford      | Totale Watford      | Totale Watford      | 91         | 38         |                 | 7               | 3               |                    | -                  | -                  |             | -           | -           | 98     | 41     |
| 2011-2012           | Swansea City        | PL                  | 36         | 12         | FACup+CdL       | 2+1             | 2+0             | -                  | -                  | -                  | -           | -           | -           | 39     | 14     |
| 2012-gen. 2013      | Swansea City        | PL                  | 18         | 3          | FACup+CdL       | 2+3             | 1+3             | -                  | -                  | -                  | -           | -           | -           | 23     | 7      |
| Totale Swansea City | Totale Swansea City | Totale Swansea City | 54         | 15         |                 | 8               | 6               |                    | -                  | -                  |             | -           | -           | 62     | 21     |
| gen.-giu. 2013      | Sunderland          | PL                  | 13         | 0          | FACup+CdL       | -               | -               | -                  | -                  | -                  | -           | -           | -           | 13     | 0      |
| 2013-gen. 2014      | Hull City           | PL                  | 18         | 1          | FACup+CdL       | 1+1             | 0               | -                  | -                  | -                  | -           | -           | -           | 20     | 1      |
| gen.-giu. 2014      | Middlesbrough       | PL                  | 18         | 6          | FACup+CdL       | -               | -               | -                  | -                  | -                  | -           | -           | -           | 18     | 6      |
| 2014-gen. 2015      | Wolverhampton       | FLC                 | 5          | 1          | FACup+CdL       | 0               | 0               | -                  | -                  | -                  | -           | -           | -           | 5      | 1      |
| gen.-giu. 2015      | Sunderland          | PL                  | 14         | 1          | FACup+CdL       | 2+1             | 0               | -                  | -                  | -                  | -           | -           | -           | 17     | 1      |
| 2015-gen. 2016      | Sunderland          | PL                  | 10         | 0          | FACup+CdL       | 1+1             | 0               | -                  | -                  | -                  | -           | -           | -           | 12     | 0      |
| gen.-giu. 2016      | Blackburn           | FLC                 | 18         | 7          | FACup+CdL       | -               | -               | -                  | -                  | -                  | -           | -           | -           | 18     | 7      |
| 2016-2017           | Blackburn           | FLC                 | 35         | 12         | FACup+CdL       | 3+2             | 1+0             | -                  | -                  | -                  | -           | -           | -           | 40     | 13     |
| 2017-2018           | Blackburn           | FL1                 | 42         | 14         | FACup+CdL       | 4+0             | 3               | -                  | -                  | -                  | FLT         | 2           | 0           | 48     | 17     |
| 2018-2019           | Blackburn           | FLC                 | 43         | 15         | FACup+CdL       | 2+1             | 0+1             | -                  | -                  | -                  | -           | -           | -           | 46     | 16     |
| 2019-2020           | Blackburn           | FLC                 | 38         | 4          | FACup+CdL       | 0+1             | 0               | -                  | -                  | -                  | -           | -           | -           | 39     | 4      |
| Totale Blackburn    | Totale Blackburn    | Totale Blackburn    | 176        | 52         |                 | 13              | 5               |                    | -                  | -                  |             | 2           | 0           | 191    | 57     |
| 2020-2021           | Sunderland          | FL1                 | 0          | 0          | FACup+CdL       | 0+0             | 0               | -                  | -                  | -                  | -           | -           | -           | 0      | 0      |
| Totale Sunderland   | Totale Sunderland   | Totale Sunderland   | 37         | 1          |                 | 5               | 0               |                    | -                  | -                  |             | -           | -           | 42     | 1      |
| Totale carriera     | Totale carriera     | Totale carriera     | 546        | 155        |                 | 47              | 17              |                    | -                  | -                  |             | 7           | 1           | 600    | 173    |

## Palmarès

### Club

#### Competizioni nazionali
- Coppa di Lega inglese: 1

Middlesbrough: 2003-2004